# Upper Sheringham
Upper Sheringham – wieś w Anglii, w hrabstwie Norfolk, w dystrykcie North Norfolk. Leży 35 km na północ od Norwich i 182 km na północny wschód od Londynu. W 2001 miejscowość liczyła 214 mieszkańców.